# Зелёные Андорры
Зелёные Андорры (кат. Els Verds d'Andorra) — левая  зелёная политическая партия в  княжестве Андорра.

## Деятельность
Партия зеленых Андорры была основана в 2003 году. Пока не является представленной в  парламенте Андорры. На  парламентских выборах в 2005 году партия получила 451 голос (3,5 %), в 2009 году она получила 466 голосов (3,2 %), в 2011 году — 520 голосов (3,4 %). В 2011 году партия не принимала участие в выборах. В партию входят около 40 человек. В выборах 2015 года участвовала в левой коалиции с Социал-демократической партией и Гражданской инициативой.